# Lādwa
Lādwa är en ort i Indien.   Den ligger i distriktet Kurukshetra och delstaten Haryana, i den norra delen av landet, 150 km norr om huvudstaden New Delhi. Lādwa ligger 266 meter över havet och antalet invånare är 23 565.
Terrängen runt Lādwa är mycket platt. Runt Lādwa är det tätbefolkat, med 442 invånare per kvadratkilometer. Lādwa är det största samhället i trakten. Trakten runt Lādwa består till största delen av jordbruksmark.